# José Antonio Bottiroli
José Antonio Bottiroli (1. ledna 1920 – 15. března 1990) byl argentinský klasický hudební skladatel a básník.

## Život
José Antonio Bottiroli se narodil v Rosariu (Argentina) dne 1. ledna 1920 a zemřel v Rosariu dne 15. března 1990. Od chvíle, kdy byl malé dítě a až do konce svého života, žil střídavě v Rosariu a Los Cocos, rekreační horská vesnice v provincii Cordoba (Argentina). Studoval s Nicolásem Alfredem Alessiem (1919–1985). V roce 1948 získal titul profesora v hudbě na falkultě č. 2 Juan María Gutiérrez Universidad Nacional del Litoral a byl oceněn Rotary Klubem jako nejlepší hudební student. Byl ředitelem ženského vokálního sexteta Juan María Gutiérrez, později vokálního sexteta Loreley, s nímž dirigoval představení ve městě Rosario, v Radiu LR1 El Mundo a v divadle Cervantes (Buenos Aires). Složil pochodovou píseň Belgrano s textem Ernesta artura Sáncheze Queirola. V roce 1960 pochodová píseň Belgrano byla schválena vyhláškou Národní rady pro vzdělávání a generální radou školství v provincii Santa Fe, jako součást hudebního repertoáru na školách v Argentině i v provincii Santa Fe. Také, obecní vyhláškou města Rosaria, pochodová píseň Belgrano byla vyhlášena oficiální písní města, která má být zpívana na obřadech v Národním památníku vlajky na památku vytvoření argentinské vlajky a na památku generála Manuela Belgrana. Pochodová píseň Belgrano je jediné hudební dílo věnované generálu Manuelovi Belgranovi, tvůrci argentinské vlajky . Ta měla premiéru 11. května 1962 za provedení vojenského ústavního sboru a dechovky pěšího pluku č. 12 generála Arenala pod taktovkou kapitána Antonia Rabuffettiho.
Jako klavírista, Bottiroli přednáší sólové recitály a komorní dueta s violistou Oscarem Costou, violoncellistou Pedrem Farruggiem, sopranistkou Gabrielou Moner, altistkou Azucenou Racca de Deseta a klavírní dueta s Jacintem Teranem Fernándezem a Nicolasem Alfredem Alessiem.
Dne 4. října 1951 Bottiroli dirigoval Symfonický orchestr Rosario v divadle El Circulo. Při této příležitosti zazněl koncert pro hoboj a orchestr Nicolase A. Alessia jako americká premiéra a slavnostní mše opus 154 Alexandra Gretchaninova.
V roce 1962 byla Bottirolimu udělena cena hudební soutěže Crisol v Rosariu a v roce 1963 složil píseň školy Sv. Antonio Maria Gianelli v Rosariu s texty podle Minerva Marchiori de Bruna. V roce 1970 získal stipendium od Institutu hispánské kultury studovat v Evropě, nejprve v Madridu, později v Barceloně, ve Španělsku, a nakonec v Římě, v Itálii, kde byly uvedeny dvě z jeho komorních skladeb v premiéře a to trio pro dechové nástroje a smyčcový kvartet.
José Antonio Bottiroli byl děkanem Normální školy učitelů, č. 3 a Vysoké obchodní školy generála Belgrana v Rosariu. Kromě výuky hudby na Vysoké národní škole č.1, na Vysoké škole Sagrado Corazón v Rosariu, učil vězně hudbě ve věznici ve městě Rosario. José Antonio Bottiroli složil 113 hudebních děl: 70 klavírních děl, 23 komorních děl, 8 sborových děl a 12 symfonických děl. Jeho kompletní práce byly zpracovány a katalogizovány v roce 2011 Fabiem Banegasem Jiříčkem. Kromě jeho hudební produkce dále složil 84 básní a různé poetické spisy.

## Hudba
Po počátečním období, ve kterém složil práce ovlivněné argentinskou lidovou hudbou, jako je například jeho Pequeña Suite Norteña B-2 pro orchestr a Carnavalito B-4 a Vidalita B-14 pro sbor, Bottiroliho hudba lne k romantismu a pozdnímu romantismu. Pro jeho klavírní kolekce přijal jako hlavní formální struktury romantické mikroformáty, ve kterých vyjádřil svou vlastní subjektivitu v rámci třídílné kompozice. Jeho klavírní repertoár se vyznačuje svým improvizačním charakterem a rozšířením ruky, zatímco jeho orchestrální díla dodržují formu symfonické básně stanvenou Franzem Lisztem. Harmonicky se jeho hudba pouští do textur bohatého pozdního romantismu a atmosférických barev impresionistické hudby. Hudební produkce José Antonia Bottiroliho je třeba vnímat v kontextu jeho úplně shromážděné umělecké tvorby, která zahrnuje rozsáhlou řadu básní a spisů.

## Dílo
Seznam hudebních děl.

### Klavír
- Valčík G dur, B-22
- Valčík e moll Pravda , B-26
- Téma a variace G dur, B-27
- Valčík F moll Chopin, B-29
- Podivný, B-30
- Obraz, B-31
- Origami, B-32
- Eros, B-33
- Zapomenutá panenka, B-34
- Memento, B -35
- Etopeya valčík G dur Mario, B-36
- Báseň D dur, B-37
- Capriccio D dur, B-41
- Mikro valčíky, B-42
- Valčík D dur, B-43
- Capriccio e moll, B-44
- Strana z alba I. Ges dur, B-45
- Valčík d moll Inspirace, B -46
- Strana z alba II. D dur, B-47
- Strana z alba III. d moll, B-48
- Strana z alba IV. F dur, B-49
- Nepatrný, B-50
- Etuda 7, B-51
- Toccata e moll, B-52
- Smutný, B-53
- Intimní, B-54
- Strana z alba V. h moll Nocturnalia, B-55
- Strana z alba VI. f moll, B-56
- Nocturno g moll, B-58
- Monolog, B-59
- Valčík g moll, B-60
- Preludium f moll, B-61
- Valčík D dur, B-62
- Valčík h moll, B a63
- Piruchín (List), B-64
- Andante ¾ Malinconico, B-65
- Valčík F dur, B-66
- 5 Mikrofilmů, B-67
- Neviditelný pták Crespin, B-68
- Jak je to? . . . , B-69
- Replika I. („Jak je to"), B-70
- Replika II. („Nocturne ... "), B-71
- Valčík test A dur, B-72
- Improvizace podzim, B-74
- Album list, B-75
- 6 klavírních skladeb, B -76
- Bez názvu – Adagio, B -77
- Nový, B -78
- Starý, B -79
- Allegro risoluto, andante, mesto, animato, B - 80
- Valčík v Ges dur, B -86
- Allegro I, B - 88
- Allegro II, B -88
- Klauni, B -89
- Parafráze na téma A. Arenského, B - 90
- Téma a variace na fis moll, B -91
- Téma a variace II v e moll, B - 92,
- Valčík v e moll Comodo, B - 93,
- Valčík v e moll, B -94
- Nocturno v Ges dur, B -95
- Mikrosmutek v D moll Andromedě, B -96
- Nešpory, B -97
- Bez názvu - Lento v E dur, B -98
- Předehra c moll, B -99
- Bolestivý, B - 100
- Valčík v Es dur, B -101
- Variace na Haydnovo téma, B - 103
- Absence I, B - 106
- Absence II, B – 107
- Anděl Milonga, B - 111

### Komorní a instrumentální.
- Belgrano – Pochodová píseň (klavír a hlas) , B -7
- Duet pro dva hoboje, B - 15
- Píseň školy Crisol (klavír a hlas), B -16
- Trio pro dva hoboje a anglický roh na lidové melodie, B - 17
- Atonální, od N. A. Alessia na téma J.A. Bottiroliho (smyčcový kvartet) , B - 18
- Hymna školy Saint Anthony Maria Gianelli (píseň), B - 19
- Trio pro dva hoboje a anglický roh, B - 20
- Bez názvu - Náboženský text (klavír a hlas) , B -21
- Valčík G dur pro dva klavíry (2 klavíry), B -23
- Tmavá komora (píseň , B -24
- Pochod- Smyčcový kvartet, B -28
- Allegro g moll (díl) (4 ruční klavír), B -38
- Bez názvu (4 ruční klavír), B -39
- Obrázek (kvartet příčných fléten) , B -81
- Nocturno (kvartet příčných fléten) , B -82
- Adiós Nonino (4 ruční klavír) , B -83
- Anděl Milonga (4 ruční klavír) , B -84
- Anděl Milonga (2 klavíry), B -85
- Nocturnalia (kvartet příčných fléten a smyčcový orchestr) , B -87
- Melodie / Memento (flétna a klavír), B -102
- Vize (kvartet příčných fléten) , B - 108
- La ultima Curda (tango) (kvartet příčných fléten) , B - 109
- Parapetová kočka / Kruh (klavír a zpěv) , B110

### Komorní skupiny / nástroje

#### Klavír a zpěv
- Belgrano – Pochodová píseň (klavír a hlas), B -7
- Píseň školy Crisol (klavír a hlas), B -16
- Hymna školy Saint Anthony Maria Gianelli (píseň), B - 19
- Bez názvu - Náboženský text (klavír a hlas), B -21
- Tmavá komora (píseň) , B -24
- Parapetová kočka / Kruh (klavír a zpěv) , B110

#### Dueta
- Duet pro dva hoboje, B - 15
- Melodie / Memento (flétna a klavír), B -102

#### Čtyřruční klavír
- Allegro g moll (díl) (4 ruční klavír), B -38
- Bez názvu (4 ruční klavír) , B -39
- Adiós Nonino (4 ruční klavír) , B -83
- Anděl Milonga (4 ruční klavír) , B -84

#### Klavírní Dueta
- Valčík G dur pro dva klavíry. B -23
- Angel Milonga. B -85

#### Tria
- Trio pro dva hoboje a anglický roh na lidové melodie, B - 17
- Trio pro dva hoboje a anglický roh, B - 20
- Smyčcová kvarteta
- Atonální, od N. A. Alessia na téma J.A. Bottiroliho (smyčcový kvartet) , B - 18
- Pochod- Smyčcový kvartet, B -28

#### Kvarteta příčných fléten
- Obrázek (kvartet příčných fléten) , B -81
- Nocturno (kvartet příčných fléten) , B -82
- Vize (kvartet příčných fléten) , B - 108
- La ultima Curda (tango) (kvartet příčných fléten) , B - 109

#### Kvartet příčných fléten a smyčcový orchestr
- Nocturnalia (kvartet příčných fléten a smyčcový orchestr) , B -87

### Sborová hudba
- Měsíční svit / Claire de lune - Debussy / Bottiroli (ženský vokální sextet) , B -1
- Humahuaqueño / Carnavalito - Zaldivar / Bottiroli (ženský vokální sextet) , B - 4
- Kouř ve tvých očích - Kern / Bottiroli (ženský vokální sextet), B - 5
- Pala - Pala (ženský vokální sextet) , B -6
- Vidalita (4 smíšené hlasy) , B - 14
- Adiós Nonino - Piazzola / Bottiroli (4 smíšené hlasy) , B -25
- Adiós Nonino - Piazzola / Bottiroli (4 stejné hlasy) , B - 104
- Sborová práce – nedokončená, B - 105

### Symfonická hudba
- Malá severní suita. I Serenáda, B - 2
- Malá severní suita. II Gato, B - 3
- Malá předehra na motivy Maria Tarenghiho (sólový klavír), B - 8
- Koncertní valčíky z Gentleman z růže", B - 9
- Stručná báseň, B - 10
- Marcelino pan i vino - Sorozábal / Bottiroli, B - 11
- Panis Angelicus - Franck / Bottiroli, B -12
- Carnavalito - Abalos / Bottiroli, B - 13
- Báseň I, B - 40
- Nocturnalia, B -57
- Ulises (Homer) , B -73
- Symphonie (nedokončená), B – 111